# Wādi
Wādi är en ort i Indien.   Den ligger i distriktet Gulbarga och delstaten Karnataka, i den centrala delen av landet, 1 300 km söder om huvudstaden New Delhi. Wādi ligger 431 meter över havet och antalet invånare är 30 602.
Terrängen runt Wādi är huvudsakligen platt. Wādi ligger uppe på en höjd. Runt Wādi är det ganska tätbefolkat, med 248 invånare per kvadratkilometer. Närmaste större samhälle är Shāhābād, 10,1 km nordväst om Wādi. Trakten runt Wādi består till största delen av jordbruksmark.